# Producers Guild of America de melhor filme
O Producers Guild of America de melhor filme, também conhecido como Prêmio Darryl F. Zanuck de melhor filme (no original Producers Guild of America Award for Best Theatrical Motion Picture), é uma condecoração anual oferecida pelos Producers Guild of America desde 1989. Em 2009, o número de indicados elevou de cinco para dez em concordância com a decisão da Academia de Artes e Ciências Cinematográficas.
Dos vintes e oito filmes premiados, dezenove também venceram o Oscar de melhor filme.

## Vencedores e indicados
- † – indicado venceu o Oscar de melhor filme;
- ‡ – também foi indicado ao Oscar de melhor filme.

### Década de 1980
| Ano  | Filme                |
| ---- | -------------------- |
| 1989 | Driving Miss Daisy † |

### Década de 1990
| Ano  | Filme                             |
| ---- | --------------------------------- |
| 1990 | Dances with Wolves †              |
| 1991 | The Silence of the Lambs †        |
| 1991 | At Play in the Fields of the Lord |
| 1991 | Boyz n the Hood                   |
| 1991 | JFK ‡                             |
| 1991 | The Prince of Tides ‡             |
| 1991 | The Commitments                   |
| 1992 | The Crying Game ‡                 |
| 1992 | A Few Good Men ‡                  |
| 1992 | Howards End ‡                     |
| 1992 | Scent of a Woman ‡                |
| 1992 | Unforgiven †                      |
| 1993 | Schindler's List †                |
| 1993 | The Fugitive ‡                    |
| 1993 | In the Name of the Father ‡       |
| 1993 | The Piano ‡                       |
| 1993 | The Remains of the Day ‡          |
| 1994 | Forrest Gump †                    |
| 1994 | Four Weddings and a Funeral ‡     |
| 1994 | Pulp Fiction ‡                    |
| 1994 | The Shawshank Redemption ‡        |
| 1994 | Quiz Show ‡                       |
| 1995 | Apollo 13 ‡                       |
| 1996 | The English Patient †             |
| 1996 | Fargo ‡                           |
| 1996 | Hamlet                            |
| 1996 | The People vs. Larry Flynt        |
| 1996 | Shine ‡                           |
| 1997 | Titanic †                         |
| 1997 | Amistad                           |
| 1997 | As Good as It Gets ‡              |
| 1997 | Good Will Hunting ‡               |
| 1997 | L.A. Confidential ‡               |
| 1998 | Saving Private Ryan ‡             |
| 1998 | Gods and Monsters                 |
| 1998 | La vita è bella ‡                 |
| 1998 | Shakespeare in Love †             |
| 1998 | Waking Ned                        |
| 1999 | American Beauty †                 |
| 1999 | Being John Malkovich              |
| 1999 | The Cider House Rules ‡           |
| 1999 | The Hurricane                     |
| 1999 | The Insider ‡                     |

### Década de 2000
| Ano  | Filme                                               |
| ---- | --------------------------------------------------- |
| 2000 | Gladiator †                                         |
| 2000 | Almost Famous                                       |
| 2000 | Billy Elliot                                        |
| 2000 | Wo hu cang long ‡                                   |
| 2000 | Erin Brockovich ‡                                   |
| 2001 | Moulin Rouge! ‡                                     |
| 2001 | A Beautiful Mind †                                  |
| 2001 | Harry Potter and the Sorcerer's Stone               |
| 2001 | The Lord of the Rings: The Fellowship of the Ring ‡ |
| 2001 | Shrek                                               |
| 2002 | Chicago †                                           |
| 2002 | Adaptation.                                         |
| 2002 | Gangs of New York ‡                                 |
| 2002 | The Lord of the Rings: The Two Towers ‡             |
| 2002 | My Big Fat Greek Wedding                            |
| 2002 | Road to Perdition                                   |
| 2003 | The Lord of the Rings: The Return of the King †     |
| 2003 | Cold Mountain                                       |
| 2003 | The Last Samurai                                    |
| 2003 | Master and Commander: The Far Side of the World ‡   |
| 2003 | Mystic River ‡                                      |
| 2003 | Seabiscuit ‡                                        |
| 2004 | The Aviator ‡                                       |
| 2004 | Finding Neverland ‡                                 |
| 2004 | The Incredibles                                     |
| 2004 | Million Dollar Baby †                               |
| 2004 | Sideways ‡                                          |
| 2005 | Brokeback Mountain ‡                                |
| 2005 | Capote ‡                                            |
| 2005 | Crash †                                             |
| 2005 | Good Night, and Good Luck. ‡                        |
| 2005 | Walk the Line                                       |
| 2006 | Little Miss Sunshine ‡                              |
| 2006 | Babel ‡                                             |
| 2006 | The Departed †                                      |
| 2006 | Dreamgirls                                          |
| 2006 | The Queen ‡                                         |
| 2007 | No Country for Old Men †                            |
| 2007 | Le scaphandre et le papillon                        |
| 2007 | Juno ‡                                              |
| 2007 | Michael Clayton ‡                                   |
| 2007 | There Will Be Blood ‡                               |
| 2008 | Slumdog Millionaire †                               |
| 2008 | The Curious Case of Benjamin Button ‡               |
| 2008 | The Dark Knight                                     |
| 2008 | Frost/Nixon ‡                                       |
| 2008 | Milk ‡                                              |
| 2009 | The Hurt Locker †                                   |
| 2009 | Avatar ‡                                            |
| 2009 | District 9 ‡                                        |
| 2009 | An Education ‡                                      |
| 2009 | Inglourious Basterds ‡                              |
| 2009 | Invictus                                            |
| 2009 | Precious ‡                                          |
| 2009 | Star Trek                                           |
| 2009 | Up ‡                                                |
| 2009 | Up in the Air ‡                                     |

### Década de 2010
| Ano  | Filme                                             |
| ---- | ------------------------------------------------- |
| 2010 | The King's Speech †                               |
| 2010 | 127 Hours ‡                                       |
| 2010 | Black Swan ‡                                      |
| 2010 | The Fighter ‡                                     |
| 2010 | Inception ‡                                       |
| 2010 | The Kids Are All Right ‡                          |
| 2010 | The Social Network ‡                              |
| 2010 | The Town                                          |
| 2010 | Toy Story 3 ‡                                     |
| 2010 | True Grit ‡                                       |
| 2011 | The Artist †                                      |
| 2011 | Bridesmaids                                       |
| 2011 | The Descendants ‡                                 |
| 2011 | The Girl with the Dragon Tattoo                   |
| 2011 | The Help ‡                                        |
| 2011 | Hugo ‡                                            |
| 2011 | The Ides of March                                 |
| 2011 | Midnight in Paris ‡                               |
| 2011 | Moneyball ‡                                       |
| 2011 | War Horse ‡                                       |
| 2012 | Argo †                                            |
| 2012 | Beasts of the Southern Wild ‡                     |
| 2012 | Django Unchained ‡                                |
| 2012 | Les Misérables ‡                                  |
| 2012 | Life of Pi ‡                                      |
| 2012 | Lincoln ‡                                         |
| 2012 | Moonrise Kingdom                                  |
| 2012 | Silver Linings Playbook ‡                         |
| 2012 | Skyfall                                           |
| 2012 | Zero Dark Thirty ‡                                |
| 2013 | 12 Years a Slave †                                |
| 2013 | Gravity ‡                                         |
| 2013 | American Hustle ‡                                 |
| 2013 | Blue Jasmine                                      |
| 2013 | Captain Phillips ‡                                |
| 2013 | Dallas Buyers Club ‡                              |
| 2013 | Her ‡                                             |
| 2013 | Nebraska ‡                                        |
| 2013 | Saving Mr. Banks                                  |
| 2013 | The Wolf of Wall Street ‡                         |
| 2014 | Birdman or (The Unexpected Virtue of Ignorance) † |
| 2014 | American Sniper ‡                                 |
| 2014 | Boyhood ‡                                         |
| 2014 | Foxcatcher                                        |
| 2014 | Gone Girl                                         |
| 2014 | The Grand Budapest Hotel ‡                        |
| 2014 | The Imitation Game ‡                              |
| 2014 | Nightcrawler                                      |
| 2014 | The Theory of Everything ‡                        |
| 2014 | Whiplash ‡                                        |
| 2015 | The Big Short ‡                                   |
| 2015 | Bridge of Spies ‡                                 |
| 2015 | Brooklyn ‡                                        |
| 2015 | Ex Machina                                        |
| 2015 | Mad Max: Fury Road ‡                              |
| 2015 | The Martian ‡                                     |
| 2015 | The Revenant ‡                                    |
| 2015 | Sicario                                           |
| 2015 | Spotlight †                                       |
| 2015 | Straight Outta Compton                            |
| 2016 | La La Land ‡                                      |
| 2016 | Arrival ‡                                         |
| 2016 | Deadpool                                          |
| 2016 | Fences ‡                                          |
| 2016 | Hacksaw Ridge ‡                                   |
| 2016 | Hell or High Water ‡                              |
| 2016 | Hidden Figures ‡                                  |
| 2016 | Lion ‡                                            |
| 2016 | Manchester by the Sea ‡                           |
| 2016 | Moonlight †                                       |
| 2017 | The Shape of Water †                              |
| 2017 | The Big Sick                                      |
| 2017 | Call Me by Your Name ‡                            |
| 2017 | Dunkirk ‡                                         |
| 2017 | Get Out ‡                                         |
| 2017 | I, Tonya                                          |
| 2017 | Lady Bird ‡                                       |
| 2017 | Molly's Game                                      |
| 2017 | The Post ‡                                        |
| 2017 | Three Billboards Outside Ebbing, Missouri ‡       |
| 2017 | Wonder Woman                                      |
| 2018 | Green Book †                                      |
| 2018 | Roma ‡                                            |
| 2018 | A Star is Born ‡                                  |
| 2018 | Black Panther ‡                                   |
| 2018 | Vice ‡                                            |
| 2018 | The Favorite ‡                                    |
| 2018 | BlacKkKlansman ‡                                  |
| 2018 | Bohemian Rhapsody ‡                               |
| 2018 | A Quiet Place                                     |
| 2018 | Crazy Rich Asians                                 |
| 2019 | 1917 ‡                                            |
| 2019 | Ford v Ferrari ‡                                  |
| 2019 | The Irishman ‡                                    |
| 2019 | Jojo Rabbit ‡                                     |
| 2019 | Joker ‡                                           |
| 2019 | Knives Out                                        |
| 2019 | Little Women ‡                                    |
| 2019 | Marriage Story ‡                                  |
| 2019 | Once Upon a Time in Hollywood ‡                   |
| 2019 | Gisaengchung (Parasite) †                         |

### Década de 2020
| Ano  | Filme                               | Produtores                                                                           |
| ---- | ----------------------------------- | ------------------------------------------------------------------------------------ |
| 2020 | Nomadland †                         | Frances McDormand, Peter Spears, Mollye Asher, Dan Janvey e Chloé Zhao               |
| 2020 | Borat Subsequent Moviefilm          | Sacha Baron Cohen, Monica Levinson e Anthony Hines                                   |
| 2020 | Judas and the Black Messiah ‡       | Charles D. King, Ryan Coogler e Shaka King                                           |
| 2020 | Ma Rainey's Black Bottom            | Denzel Washington e Todd Black                                                       |
| 2020 | Mank ‡                              | Ceán Chaffin, Eric Roth e Douglas Urbanski                                           |
| 2020 | Minari ‡                            | Christina Oh                                                                         |
| 2020 | One Night in Miami...               | Jess Wu Calder, Keith Calder e Jody Klein                                            |
| 2020 | Promising Young Woman ‡             | Josey McNamara, Ben Browning, Ashley Fox, Tom Ackerley e Emerald Fennell             |
| 2020 | Sound of Metal ‡                    | Bert Hamelinck e Sacha Ben Harroche                                                  |
| 2020 | The Trial of the Chicago 7 ‡        | Marc Platt e Stuart Besser                                                           |
| 2021 | CODA †                              | Fabrice Gianfermi, Philippe Rousselet e Patrick Wachsberger                          |
| 2021 | Being the Ricardos                  | Todd Black                                                                           |
| 2021 | Belfast ‡                           | Laura Berwick, Kenneth Branagh, Becca Kovacik e Tamar Thomas                         |
| 2021 | Don't Look Up ‡                     | Adam McKay e Kevin Messick                                                           |
| 2021 | Dune ‡                              | Mary Parent, Denis Villeneuve e Cale Boyter                                          |
| 2021 | King Richard ‡                      | Tim White, Trevor White e Will Smith                                                 |
| 2021 | Licorice Pizza ‡                    | Sara Murphy, Paul Thomas Anderson e Adam Somner                                      |
| 2021 | The Power of the Dog ‡              | Jane Campion, Tanya Seghatchian, Emile Sherman, Iain Canning e Roger Frappier        |
| 2021 | Tick, Tick... Boom!                 | Julie Oh e Lin-Manuel Miranda                                                        |
| 2021 | West Side Story ‡                   | Steven Spielberg e Kristie Macosko Krieger                                           |
| 2022 | Everything Everywhere All at Once † | Jonathan Wang, Daniel Kwan e Daniel Scheinert                                        |
| 2022 | Avatar: The Way of Water ‡          | Jon Landau e James Cameron                                                           |
| 2022 | The Banshees of Inisherin ‡         | Graham Broadbent, Peter Czernin e Martin McDonagh                                    |
| 2022 | Black Panther: Wakanda Forever      | Kevin Feige e Nate Moore                                                             |
| 2022 | Elvis ‡                             | Baz Luhrmann, Catherine Martin, Gail Berman, Schuyler Weiss e Patrick McCormick      |
| 2022 | The Fabelmans ‡                     | Steven Spielberg, Kristie Macosko Krieger e Tony Kushner                             |
| 2022 | Glass Onion: A Knives Out Mystery   | Ram Bergman e Rian Johnson                                                           |
| 2022 | Tár ‡                               | Todd Field, Alexandra Milchan e Scott Lambert                                        |
| 2022 | Top Gun: Maverick ‡                 | Jerry Bruckheimer, Tom Cruise, Christopher McQuarrie e David Ellison                 |
| 2022 | The Whale                           | Jeremy Dawson, Ari Handel e Darren Aronofsky                                         |
| 2023 | Oppenheimer †                       | Emma Thomas, Charles Roven e Christopher Nolan                                       |
| 2023 | American Fiction ‡                  | Ben LeClair, Nikos Karamigios, Cord Jefferson e Jermaine Johnson                     |
| 2023 | Anatomy of a Fall ‡                 | Marie-Ange Luciani e David Thion                                                     |
| 2023 | Barbie ‡                            | David Heyman, Margot Robbie, Tom Ackerley e Robbie Brenner                           |
| 2023 | The Holdovers ‡                     | Mark Johnson                                                                         |
| 2023 | Killers of the Flower Moon ‡        | Dan Friedkin, Bradley Thomas, Martin Scorsese e Daniel Lupi                          |
| 2023 | Maestro ‡                           | Bradley Cooper, Steven Spielberg, Fred Berner, Amy Durning e Kristie Macosko Krieger |
| 2023 | Past Lives ‡                        | David Hinojosa, Christine Vachon e Pamela Koffler                                    |
| 2023 | Poor Things ‡                       | Ed Guiney, Andrew Lowe, Yorgos Lanthimos e Emma Stone                                |
| 2023 | The Zone of Interest ‡              | James Wilson                                                                         |
| 2024 | Anora                               | Alex Coco, Samantha Quan e Sean Baker                                                |
| 2024 | The Brutalist ‡                     | Brady Corbet, D.J. Gugenheim, Brian Young, Andrew Morrison e Nick Gordon             |
| 2024 | A Complete Unknown ‡                | James Mangold, Alex Heineman e Fred Berger                                           |
| 2024 | Conclave ‡                          | Tessa Ross, Juliette Howell e Michael A. Jackman                                     |
| 2024 | Dune: Part Two ‡                    | Mary Parent, Cale Boyter, Tanya Lapointe e Denis Villeneuve                          |
| 2024 | Emilia Pérez ‡                      | Jacques Audiard e Pascal Caucheteux                                                  |
| 2024 | A Real Pain                         | Jesse Eisenberg e Ali Herting                                                        |
| 2024 | September 5                         | Philipp Trauer, Thomas Wöbke, Tim Fehlbaum, John Ira Palmer e John Wildermuth        |
| 2024 | The Substance ‡                     | Coralie Fargeat, Tim Bevan e Eric Fellner                                            |
| 2024 | Wicked ‡                            | Marc Platt                                                                           |